# Longitarsus serrulatus
Longitarsus serrulatus is een keversoort uit de familie bladkevers (Chrysomelidae). De wetenschappelijke naam van de soort werd in 2005 gepubliceerd door Prathapan, Faizal & Anith.